# 拍子木
拍子木（日语：／ Hyōshigi）是一種用兩片硬木或竹製成的日本傳統樂器，通常用細繩連接起來，演奏時互相拍打發出敲擊聲。
拍子木在歌舞伎和文樂等日本傳統劇場藝術，用於宣布表演開始。 狂言通常使用於喜劇表演。 拍子木也用在祭典活動，特別是在指揮神轎。